# Ripogonaceae
Rhipogonaceae (por vezes Ripogonaceae) é o nome botânico de uma família de plantas com flor, nativa do Leste da Austrália, Nova Zelândia e Nova Guiné. Rhipogonaceae é composta por vides no género Rhipogonum (por vezes Ripogonum). Até há pouco tempo esta família era incluída nas Smilacaceae, e a sua separação foi motivo de alguns debates. O sistema APG II reconhece esta família e coloca-a na ordem Liliales. 

## Usos
Algumas espécies são utilizadas pelos povos indígenas para a construção de cestos, cordas e redes de pesca. 

## Espécies
Consiste num único género, Rhipogonum, com as seguintes espécies:
- Rhipogonum album R. Br.
- Rhipogonum brevifolium Conran & Cliff.
- Rhipogonum dicolor F. Muell.
- Rhipogonum elseyanum F. Muell.
- Rhipogonum fawcettianum F. Muell. Ex Benth.
- Rhipogonum scandens J.R. & G. Forst.